# Die Trunkenheit Noahs (Bellini)
Die Trunkenheit Noahs ist ein Gemälde des italienischen Künstlers Giovanni Bellini und wurde um 1515 fertiggestellt. Es befindet sich im Musée des Beaux-Arts et d’Archéologie (Museum der schönen Künste und der Archäologie) in Besançon, Frankreich.

## Beschreibung
Das Bild ist ein Querformat mit den Maßen 103 × 157 cm und wurde in Öl auf Leinwand gemalt. Es zeigt vier Personen, die die Bildfläche weitgehend ausfüllen und dabei teilweise bereits leicht angeschnitten werden.
Im Vordergrund liegt parallel zur Bildkante ein schlafender älterer nackter Mann, Noah. Er schläft in unbequemer Haltung, den Kopf links auf einen Stein gestützt, die Arme teils hinter den Kopf, teils zur Stützung des Kopfes an die Wange geführt, die Beine weit gespreizt. Er bietet sich völlig ungeschützt dem Blick des Betrachters dar, nur seine Scham wird von einem Zipfel eines üppigen roten Tuches verdeckt, das hinter ihm den Vordergrund begrenzt und hinter dem seine drei Söhne zu sehen sind.
Links und rechts von ihm knien seine Söhne Sem und Japhet, sie sind dabei, ihren Vater mit dem roten Tuch zu bedecken, dabei wenden sie respektvoll den Blick ab. Etwas weiter hinten ist in der Bildmitte Cham, der dritte Sohn, zu sehen. Er scheint mit weit ausgebreiteten Armen seine Brüder von ihrem Tun abhalten zu wollen, während er grinsend direkt auf die Schamgegend seines Vaters blickt.
Im Hintergrund des Bildes deuten Weinranken einen Weingarten an; neben Noahs Kopf liegt eine Weintraube, vor ihm steht etwa in der Bildmitte ein fast leeres, schlichtes Gefäß.

## Hintergrund
Das Werk stellt eine Szene der Bibel aus dem alten Testament im 1. Buch Mose 9,20–27  dar, die Verspottung Noahs:
20 Noah aber, der Ackermann, pflanzte als Erster einen Weinberg.
21 Und da er von dem Wein trank, ward er trunken und lag im Zelt aufgedeckt.
22 Als nun Ham, Kanaans Vater, seines Vaters Blöße sah, sagte er’s seinen beiden Brüdern draußen.
23 Da nahmen Sem und Jafet ein Kleid und legten es auf ihrer beider Schultern und gingen rückwärts hinzu und deckten ihres Vaters Blöße zu; und ihr Angesicht war abgewandt, damit sie ihres Vaters Blöße nicht sähen.
24 Als nun Noah erwachte von seinem Rausch und erfuhr, was ihm sein jüngster Sohn angetan hatte,
25 sprach er: Verflucht sei Kanaan und sei seinen Brüdern ein Knecht aller Knechte!
26 Und sprach weiter: Gelobt sei der HERR, der Gott Sems, und Kanaan sei sein Knecht!
27 Gott breite Jafet aus und lasse ihn wohnen in den Zelten Sems und Kanaan sei sein Knecht!
Die religiöse Bedeutung der Szene liegt nicht in erster Linie im „Blickverbot“ auf die im Christentum diskreditierte Nacktheit Noahs, und insbesondere seiner Scham, sondern im unangemessenen Verhalten Hams, der seinen Pflichten als Sohn (Ex 20,12 ) nicht gerecht wird und den hilflosen Vater verspottet, statt ihn wie seine tugendhaften Brüder zu ehren und zu schützen. Besondere Bedeutung bekommt diese Erzählung durch die typologische Lesart des alten Testamentes, die dessen Ereignisse als Vorankündigung Jesu begreift und durch Analogiebildung Zusammenhänge zwischen den beiden Testamenten konstruiert.
So steht hier der alttestamentarische Noah als „neuer Adam“ und Stammvater aller Menschen nach der Sintflut sinnbildlich für Christus. Seine Verhöhnung durch Ham wurde als Vorwegnahme der Verspottung Christi vor seiner Verurteilung zum Tod interpretiert. Diese Gleichsetzung wurde allgemein verstanden, in den Bildtafeln der Armenbibeln beispielsweise wurden diese beiden Erzählungen aus altem und neuem Testament direkt nebeneinander auf einer Seite gezeigt. In diesem Sinne dienen die Weinstöcke im Hintergrund, der Weinkelch und die Trauben nicht nur der Ausschmückung der Szene, sondern sind auch als Symbole der Eucharistie und Verweise auf Christus zu lesen (Joh 15,1 ).

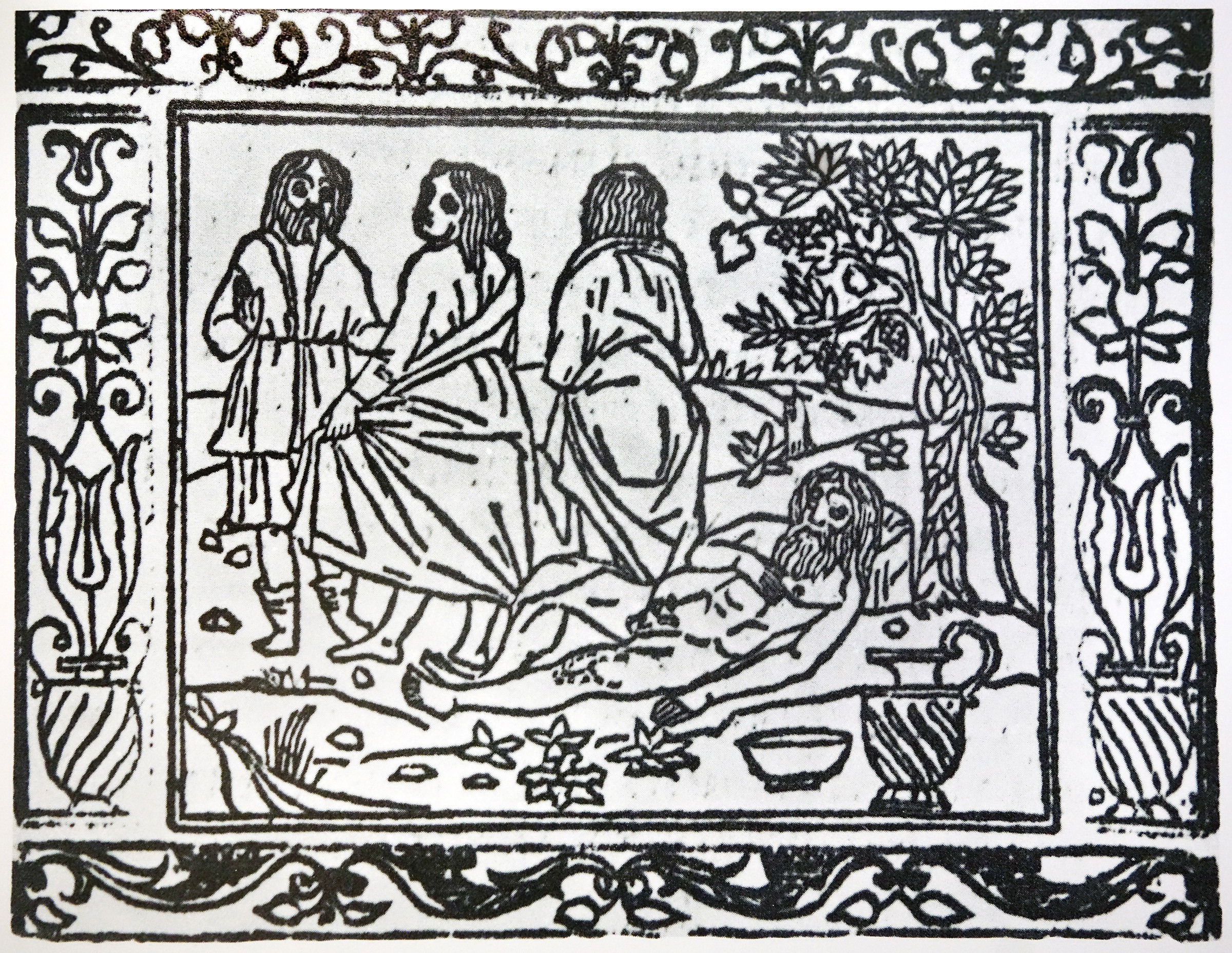
Die Verspottung Noahs. Biblica italica, 1493, folio 3 verso (Biblioteca Marciana)

Bellini scheint bei der Trunkenheit Noahs auf Elemente eines 1493 in Venedig veröffentlichten Holzschnittes zurückgegriffen zu haben. Auch hier ist die Szene anders als im biblischen Text nicht in einem Zelt, sondern in einem Weinberg angesiedelt, in dem Noah ganz ähnlich wie auf dem Gemälde gelagert ist, auch der Kelch im Vordergrund findet sich hier und die auseinanderlaufenden Blickrichtungen der drei Brüder. Bellini verdichtete die Szene jedoch, um die Dramatik zu steigern, die Figuren füllen das ganze Bild und sind fast angeschnitten. Die Lichtführung steigert den Ausdruck noch, sie lenkt den Blick auf das fast zur Fratze entstellte verächtliche Lachen Hams, der mit seiner Geste die Brüder aufzufordern scheint, es ihm gleichzutun, und sie zugleich daran zu hindern sucht, Noah zu bedecken.
Die Trunkenheit Noahs ist nicht signiert und kann Bellini nicht aufgrund von gesicherten Quellen (Provenienz) zugeordnet werden, das Werk wurde ihm erstmals 1927 von Roberto Longhi zugeschrieben, eine Einschätzung, der sich die meisten Experten anschlossen; andere Zuschreibungen nennen Lorenzo Lotto und Tizian als Autor.
Das Werk ist eines der letzten Bilder Bellinis, der 1516 starb, und wird als sein malerisches Vermächtnis gesehen, in seiner Gestaltung und seinem Realismus kann es fast als ein frühes Beispiel eines „Präcarravaggismus“ betrachtet werden.